# Onomyšl
Onomyšl är en ort i Tjeckien.   Den ligger i regionen Mellersta Böhmen, i den centrala delen av landet, 50 km öster om huvudstaden Prag. Onomyšl ligger 445 meter över havet och antalet invånare är 274.
Terrängen runt Onomyšl är lite kuperad, och sluttar norrut. Runt Onomyšl är det ganska glesbefolkat, med 23 invånare per kvadratkilometer. Närmaste större samhälle är Kolín, 15,3 km norr om Onomyšl. Trakten runt Onomyšl består till största delen av jordbruksmark.